# ربع نيسابور
رَبع نيسابور کانت أحدی ارباع خراسان الكبرى الذی یشتمل الآن خراسان في إیران و ولاية آخال في تركمانستان.
أرباع خراسان الواقعة الآن ضمن دولتي إيران و أفغانستان و ترکمانستان، ويشتمل هذا الأقليم على أراضي واسعة ، منها منخفضات سهلية ، ومنها مرتفعات جبلية ، كما أنه يشتمل على كور ورساتيق وقرى حافلة بالسكان، وكان له الأثر البالغ في نهضة الدولة الإسلامية في جميع الجوانب السياسية والاقتصادية والاجتماعية والدينية.
أما من الناحية الإدارية فكان ينقسم إلى أربعة أرباع، نُسب كل ربع منها إلى مدنها الأربع الكبار، وهذه الأرباع: ربع نيسابور ـ ربع مرو ـ ربع هراة ـ ربع بلخ.
وما يهم هنا هو ربع نيسابور : فمن مدنها المشهورة: أبرشهر (مدينة نيسابور) ، طوس، بيهق، باخرز، أبيورد، إسفرايين،أرغيان، اشبنذ، ايلاق، استوا، بشت، جاجرم، خواف، خابران، بشتنفروش، شادياخ، سمنقان، رخ، الشامات، زوزن، زام، جوين، نسا، كلات، نوقان.
وهذه الكورة بلغت قمة ازدهارها في القرن الثالث الهجري، وقد ورد ذكرها في المصادر بأسماء مختلفة منها (أبرشهر).
[بحاجة لمصدر]